# Cebus malitiosus
Cebus malitiosus  (лат.) — вид приматов семейства цепкохвостых обезьян, обитающих в Южной Америке.

## Классификация
Ранее считался подвидом белолобого капуцина. В 2013 году по итогам молекулярных исследований (Boulbi, 2012) был поднят до ранга вида  The IUCN follows this taxonomy.

## Описание
Длина тела взрослого животного в среднем 45,7 см, длина хвоста в среднем 43,3 см.

## Распространение
Ареал небольшой, охватывает леса в муниципалитете Санта-Марта на севере Колумбии.

## Статус популяции
Международный союз охраны природы присвоил этому виду охранный статус «В опасности».